# Batavia, New York
Batavia là một thành phố quận lỵ quận Genesee, Tây tiểu bang New York, Hoa Kỳ, nằm gần giữa quận Genesee, hoàn toàn trong thị trấn Batavia. Dân số của thành phố theo điều tra dân số năm 2000 là 16.256 người. Tên gọi Batavia từ La tinh cho các khu vực Betuwe của Hà Lan, do những người Hà Lan đã phát triển khu vực này từ sớm.
Thành phố chủ nhà câu lạc bộ bóng chày Batavia Muckdogs của Penn New York-League. Họ đã giành chức vô địch năm 2008. Trong năm 2006, một tạp chí quốc gia được xếp hạng Batavia thứ ba trong số các tiểu đô thị trong Hoa Kỳ dựa trên sự phát triển kinh tế
.